# Músculs rotatoris
El músculs rotatoris (musculi rotatores), o músculs rotatoris del dors, és un conjunt de músculs petits i una certa forma de quadrilàter. Hi ha onze parells a cada costat de la columna vertebral. Aquests músculs es troben per sota del múscul multífid i està present en totes les regions de la columna vertebral, tot i que són més prominents a la regió toràcica.
Sorgeixen de la part superior i posterior de l'apòfisi transversa, i s'insereixen en la vora inferior i la superfície lateral de la làmina de la vèrtebra per sobre de les fibres que s'estenen fins a l'arrel de l'apòfisi espinosa.
El primer múscul rotatori es troba entre la primera i segona vèrtebra dorsal, i l'últim, entre l'onzena i dotzena vèrtebra dorsal. De vegades, el nombre d'aquests músculs es veu disminuïda per l'absència d'un o més des de l'extrem superior o inferior. Els músculs rotatoris tenen una alta densitat de propioceptors i estan implicats en el control postural.